# Peter Williams (ciclista)
Peter Scott Williams (Southport, Reino Unido, 13 de diciembre de 1986) es un ciclista británico.

## Palmarés
2009
- Tobago Cycling Classic

2015
- 1 etapa del Bałtyk-Karkonosze Tour

2017
- Trofeo Beaumont[1]

## Equipos
- Pinarello Racing (2008)
- Candi TV (2009)
- Motorpoint (2010-2011)
- Node 4-Giordana Racing (2012)
- IG-Sigma Sport (2013)
- Haribo-Beacon (2014)
- ONE Pro Cycling (2015-2018)
- SwiftCarbon Pro Cycling[2] (2019-2021)